# Einar Haugen
Einar Ingvald Haugen (Sioux City, Iowa, 1906. április 19. – 1994. június 20.) norvég származású amerikai nyelvész, a Wisconsin–Madison és a Harvard Egyetem tanára.

## Pályafutása
Haugen az iowai Sioux Cityben született, Oppdalból származó norvég szülők gyermekeként. Gyermekkorában családjával néhány évre hazaköltözött Norvégiába, de később visszatértek az Egyesült Államokba. A Morningside College hallgatója lett szülővárosában, de később átment a St. Olaf College-be, hogy Ole Edvart Rølvaag hallgatója legyen. Itt szerzett BA-képesítést 1928-ban. Nyelvészeti tanulmányait a University of Illinois at Urbana-Champaign egyetemen folytatta, ahol 1931-ben PhD-fokozatot szerzett.
Ugyanebben az évben a Wisconsin–Madison Egyetem oktatója lett, ahol 1962-ig maradt. 1964-ben a nyelvészet és skandinavisztika professzora lett a Harvard Egyetemen, egészen 1975-ös nyugalomba vonulásáig. A Linguistic Society of America, az American Dialect Society és a  Society for the Advancement of Scandinavian Study tudományos társaságok elnöki tisztét is betöltötte.
A szociolingvisztika egyik úttörőjének tartják. A amerikai norvégkutatások egyik vezető alakja volt, beleértve az óészaki nyelv kutatását.

## Fordítás
- Ez a szócikk részben vagy egészben az Einar Haugen című angol Wikipédia-szócikk ezen változatának fordításán alapul.  Az eredeti cikk szerkesztőit annak laptörténete sorolja fel. Ez a jelzés csupán a megfogalmazás eredetét és a szerzői jogokat jelzi, nem szolgál a cikkben szereplő információk forrásmegjelöléseként.